# بيلي ساتكليف
بيلي ساتكليف (10 أكتوبر 1926 في المملكة المتحدة - 16 سبتمبر 1998 في المملكة المتحدة) (بالإنجليزية: Billy Sutcliffe)‏ هو لاعب كريكت بريطاني (وحمل سابقاً جنسية المملكة المتحدة لبريطانيا العظمى وأيرلندا). لعب مع نادي مقاطعة يوركشاير للكريكت ‏.

## وصلات خارجية
- بيلي ساتكليف على موقع إي آس بي آن كريك إنفو (الإنجليزية)